# Cas Nerer
El cas Nerer és un presumpte escàndol de corrupció en relació amb la valoració d'uns terrenys permutats per l'ajuntament de Ciutadella (Menorca) per a l'adquisició del palau de Can Saura Morell.

## Els fets
L'octubre de 2003 es va constituir la societat Nerer Inmobiliaria, amb un capital de 150.000 euros i administrada solidàriament per Carlos José Vives de Arpe i José María Villanova. El juliol de 2004 aquesta empresa comprà a La Caixa el palau de Can Saura Morell de Ciutadella per la quantitat d'1,9 milions d'euros, mitjançant un crèdit hipotecari que havia de retornar en el termini d'un any.
El 15 de desembre de 2005, l'Ajuntament de Ciutadella, governat pel PPIB, i que des de 2002 intentava comprar Can Saura Morell amb la intenció d'ubicar-hi l'arxiu històric i l'escola de plàstica, va acordar amb Nerer la permuta del palau a canvi d'un solar en primera línia del Passeig Marítim de la ciutat. En octubre de 2007 es va saber que la promotora Gel-Flux havia comprat a Nerer aquest solar pel mateix preu pel qual l'Ajuntament li ho havia permutat, 3.009.988 euros. És a dir, que Nerer havia obtingut un benefici de gairebé un milió d'euros amb les dues operacions.
El PSOE, que des del principi havia denunciat la forma en què s'havia produït l'adquisició del palau, presentà en febrer de 2006 un recurs de revisió de l'acord de permuta amb Nerer, i posteriorment anuncià que presentaria una denúncia davant la Fiscalia Anticorrupció. L'octubre de 2007 el PSM va demanar la constitució d'una comissió d'investigació dins l'Ajuntament de Ciutadella per aclarir els fets, que va ser creada el novembre següent.
El 2 de setembre de 2008 els portaveus del PSOE, PSM-Verds i UPCM a l'Ajuntament de Ciutadella lliuraren a la fiscalia les conclusions de la comissió Nerer, que apuntaven com a responsables a l'extinent de batle d'urbanisme, Avel·lí Casasnovas i als empresaris Francesc Cavaller i José María Gelabert.